# Szkoła z Barbizon

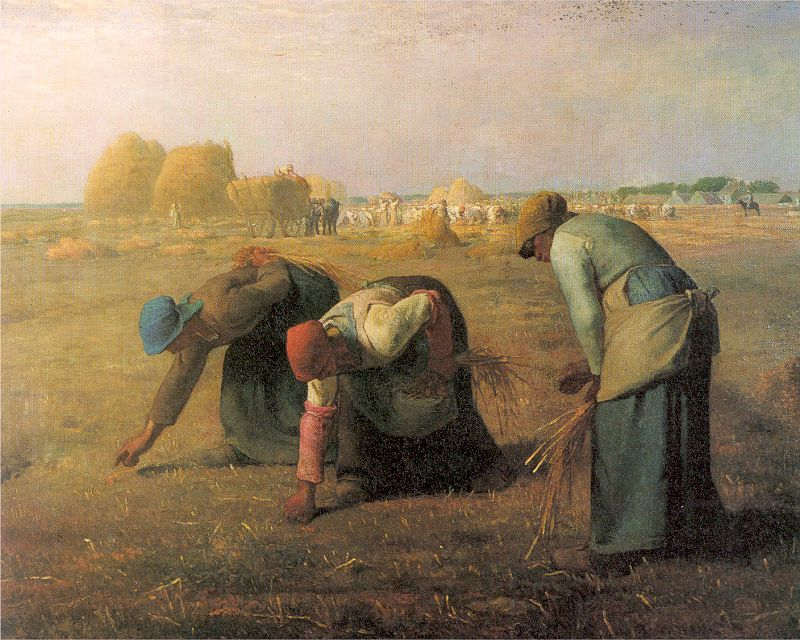
Jean-François Millet – Zbierające kłosy (1857), jeden z najbardziej znanych w świecie obrazów barbizończyków

Jules Dupré – Stary dąb (1870)

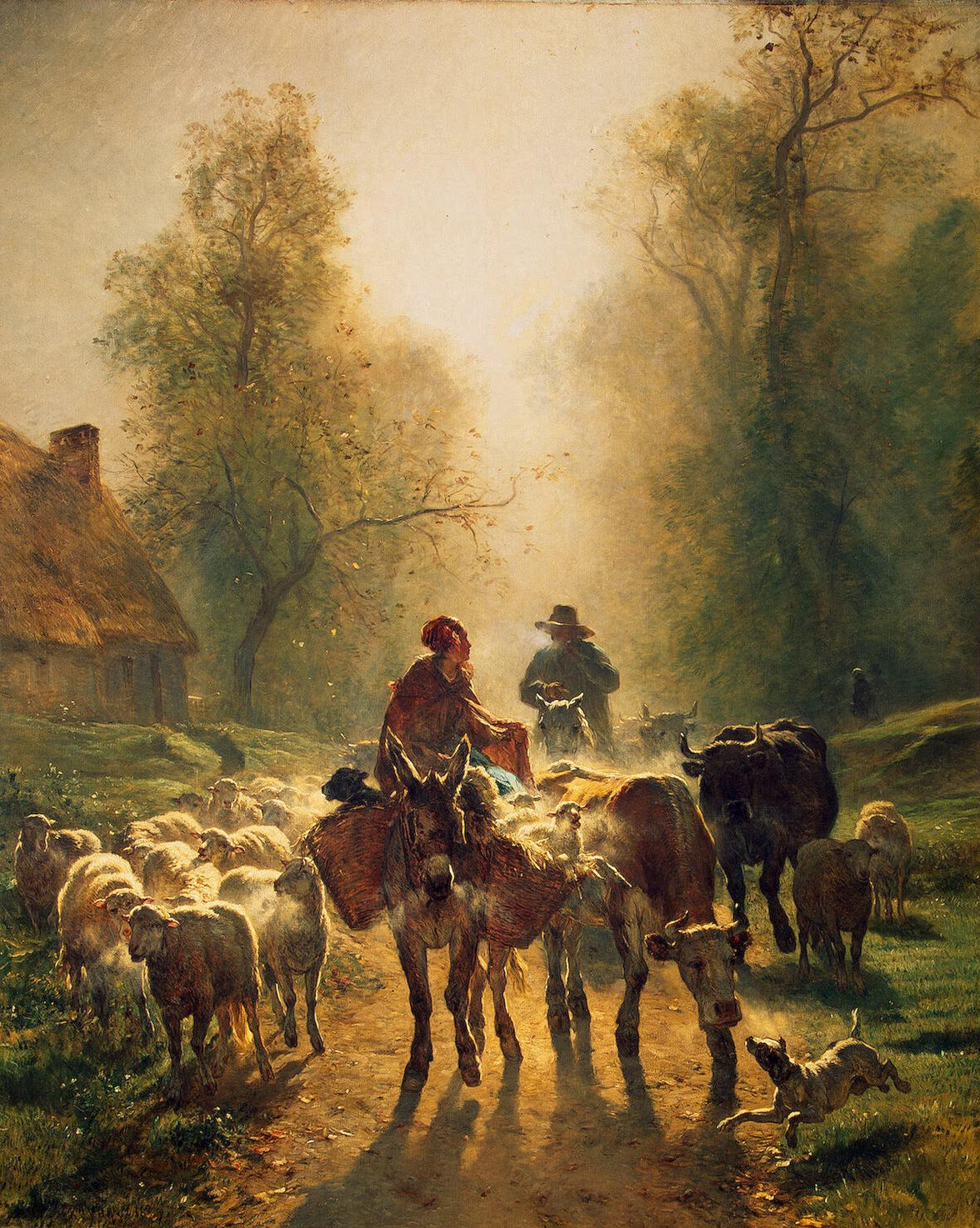
Constant Troyon – W drodze na targ (1859)

Szkoła z Barbizon, barbizończycy (fr. École de Barbizon, École de 1830) – grupa francuskich malarzy, działająca w latach 1830–1860 w okolicach Barbizon i tworząca głównie pejzaże.

## Ugrupowanie
Umowna nazwa odnosi się do ugrupowania twórców, którzy w latach 30. XIX wieku utworzyli kolonię artystyczną we wsi Barbizon na skraju lasu Fontainebleau w rejonie paryskim. Ich ideą przewodnią była ucieczka od zaborczej cywilizacji miejskiej i odosobnienie od środowiska sprzyjającego dehumanizacji. Przywódcą był Théodore Rousseau, znany z umiejętności głębokiego oddawania przyrody, do której miał stosunek panteisty. Poza nim, od początku do znanych należeli Jules Dupré, Charles-François Daubigny, Narcisse Díaz de la Peña, Constant Troyon, Jean-François Millet (od 1849) i Charles Jacque. Często przebywał wśród nich Camille Corot (uważany też za jednego z założycieli).
Większość barbizończyków przeprowadziła się do wioski w latach 40. XIX stulecia. Kolonia przyciągała również cudzoziemców (np. W.B. Baird, K. Bodmer), zwłaszcza Belgów (J. Coosemans, bracia de Cock, A. de Knyff, E. Verboeckhoven). W latach późniejszych ze środowiskiem tym związany był m.in. Józef Szermentowski (co zaznaczyło się silnie w jego twórczości) oraz rumuńscy malarze N. Grigorescu i I. Andreescu.

## Cechy malarstwa
Domeną barbizończyków było malarstwo pejzażowe, w którym stworzyli rodzaj „krajobrazu intymnego”, wychodząc z założeń romantycznego kultu przyrody i umiłowania ojczystego krajobrazu. Było to radykalnym zerwaniem z akademicką tradycją pejzażu idealizowanego. Podstawę pracy stanowiło bezpośrednie studium w plenerze, a natchnienia poszukiwano podczas wędrówek po miejscowych lasach. Tematem obrazów były wybrane, nie upiększane fragmenty autentycznego pejzażu (wnętrza lasu, brzegi rzek i stawów, nawet poszczególne drzewa), niekiedy ożywione sztafażem. Niektórzy z twórców preferowali czysty pejzaż, inni skłaniali się ku portretowaniu zwierząt (tematyka animalistyczna przeważała np. u Troyona); przedstawiano też naturalistyczne sceny z życia wieśniaków (zwłaszcza J.-F. Millet, J. Breton). Historycznymi wzorami, z których czerpali barbizończycy, było XVII-wieczne holenderskie malarstwo krajobrazowe (zwłaszcza Meinderta Hobbemy i Jacoba van Ruisdaela) oraz znana od czasu paryskiej wystawy w 1824 r. twórczość Johna Constable'a i Richarda P. Boningtona; inspiracje pochodziły też z malarstwa Williama Turnera.
Pejzażyści z Barbizon posługiwali się paletą spokojnych, ziemistych barw, a dzięki starannemu nakładaniu barwnych smug i plam uzyskiwali efekt np. migotania światła pomiędzy gałęziami drzew. Zainteresowanie przejawiane dla wizualnych wartości rozproszonego światła wskazuje na nich wprost jako na poprzedników impresjonizmu. Rysowali z natury, następnie dopracowując w atelier płótna, zazwyczaj o niewielkich rozmiarach.
Twórczość ich początkowo napotkała stosunkowo wrogie przyjęcie ze strony malarzy akademickich, a prace ich systematycznie odrzucało jury oficjalnego salonu. Sytuacja uległa zmianie dopiero po 1848, dzięki staraniom wybitnego krytyka sztuki É.J.Th. Thorégo. Uznaje się, że malarstwo szkoły z Barbizon spełniło doniosłą rolę w procesie kształtowania europejskiego realizmu i stworzyło podstawę dla impresjonizmu.

## Przypisy

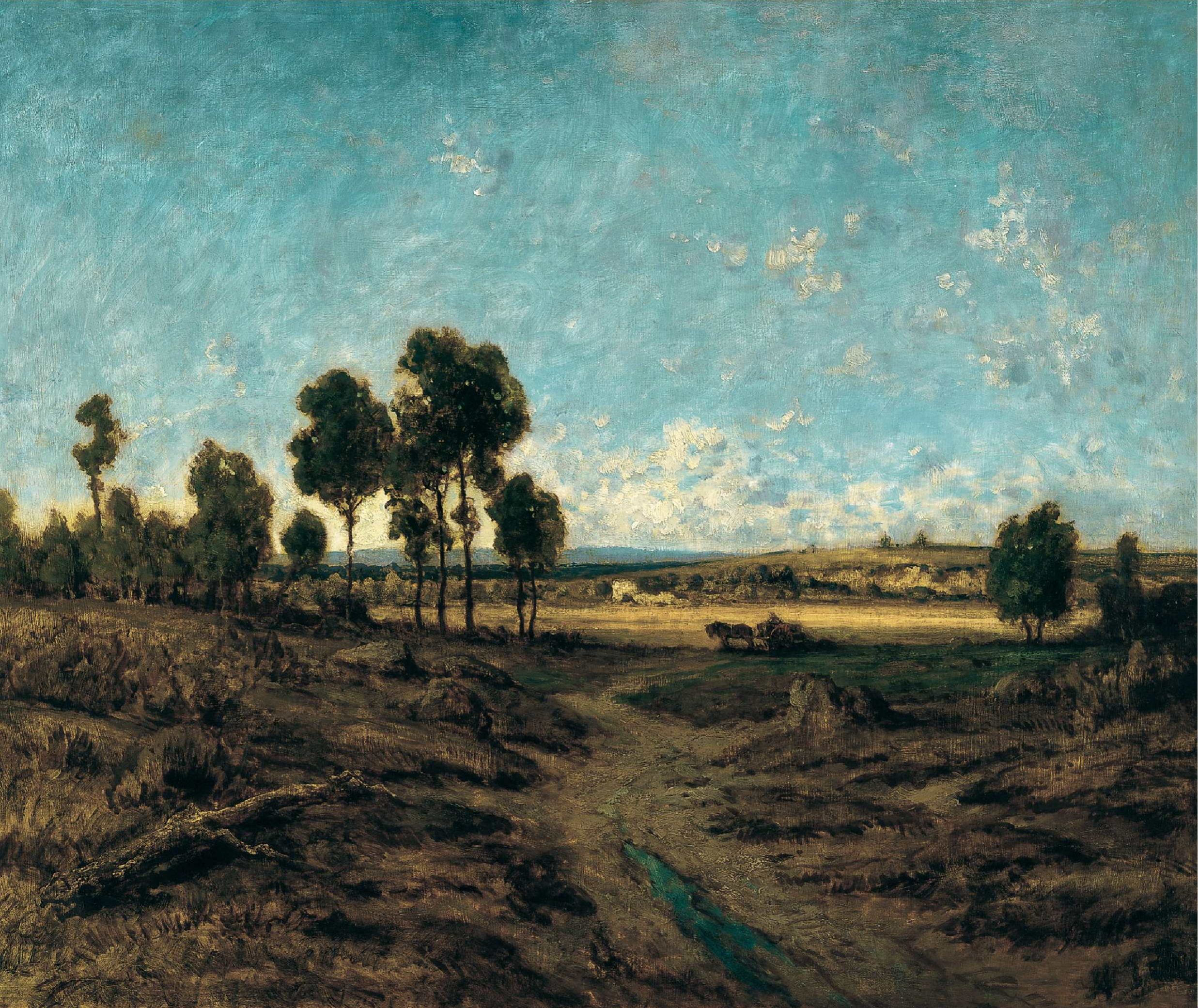
Théodore Rousseau – Widok równiny Montmartre (ok. 1848)
Camille Corot – Las Fontainebleau (1834)
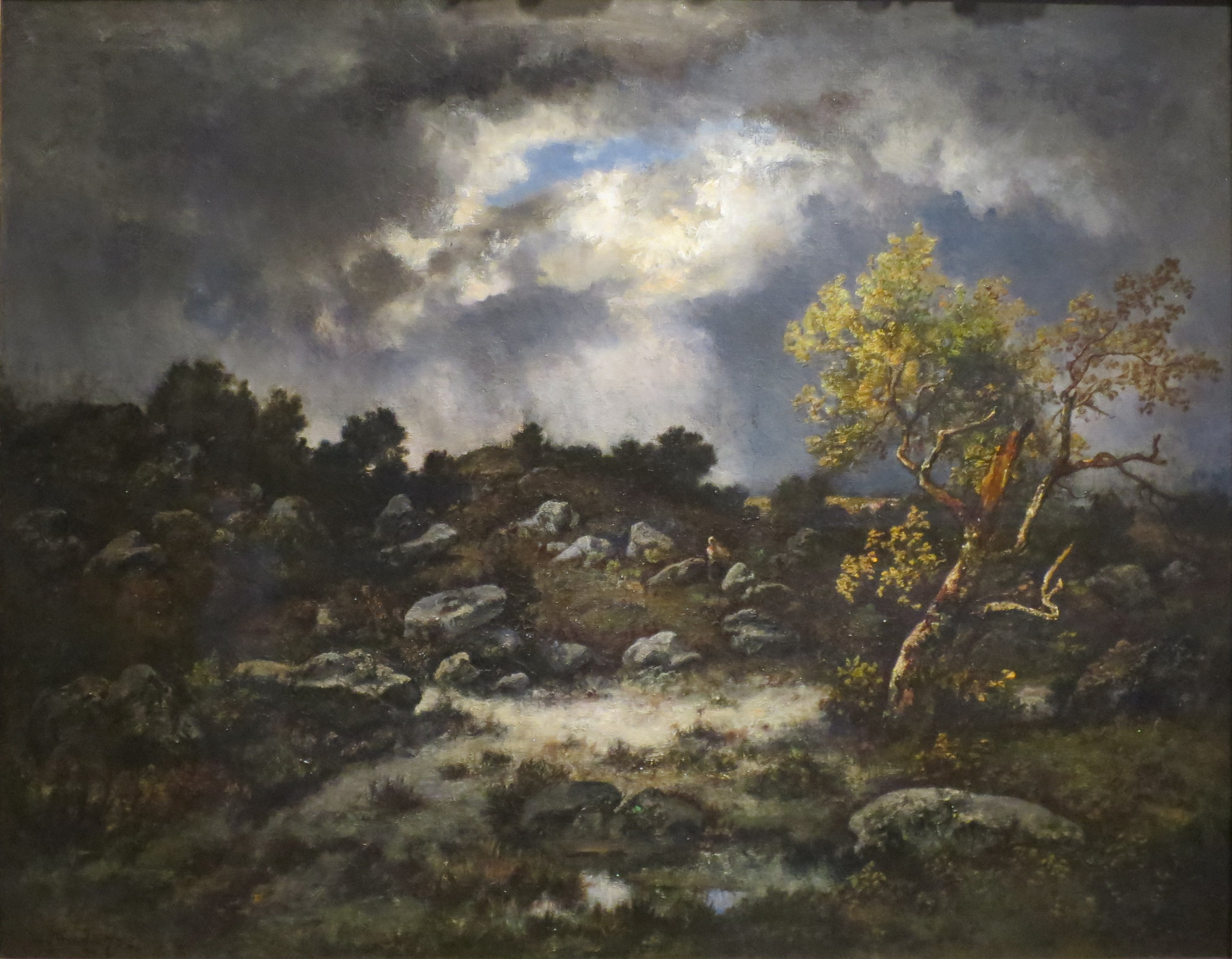
Narcisse Diaz de la Peña – Nadejście burzy (1870)
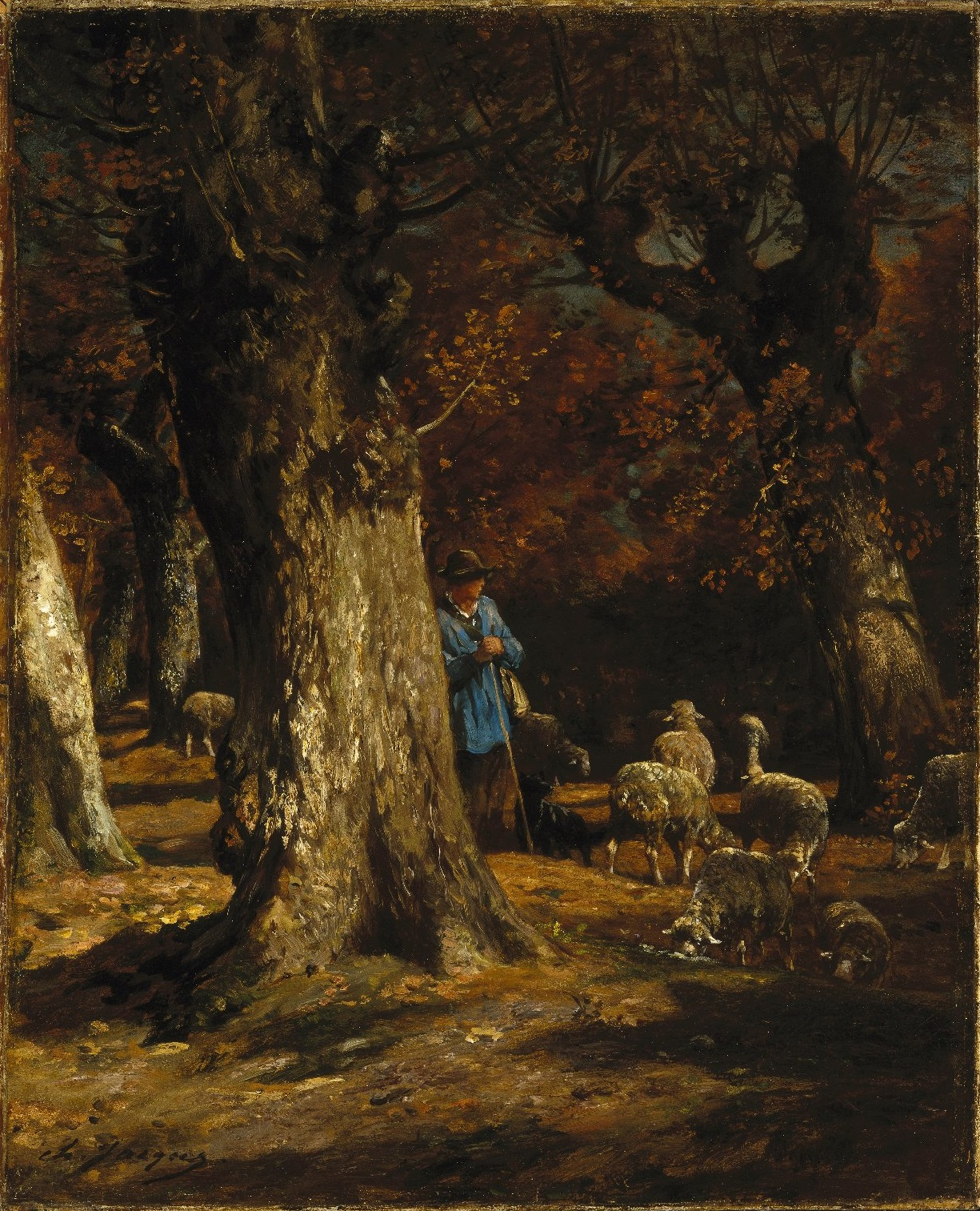
Charles Jacque – W starym lesie (1860/70)
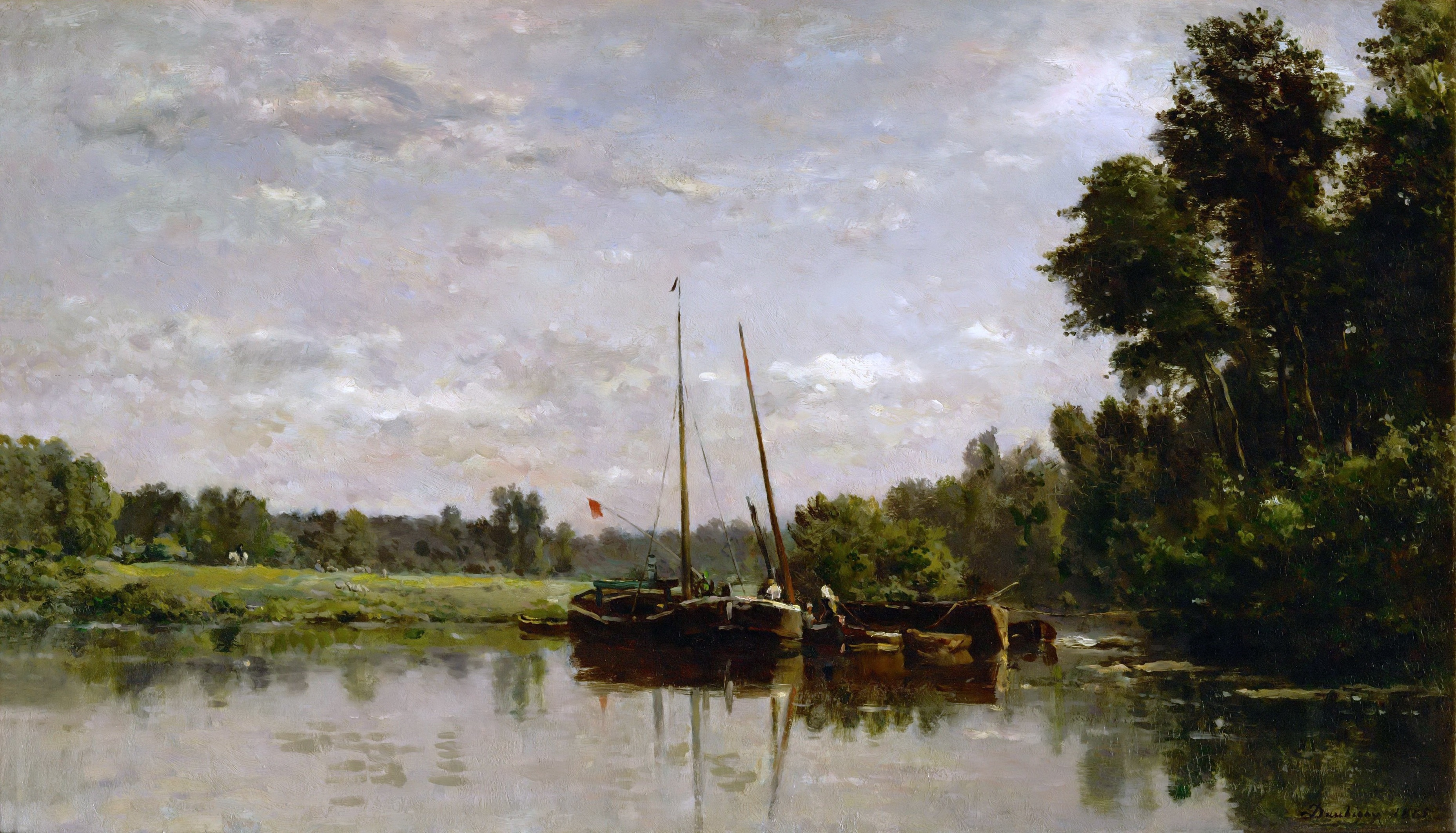
Charles-François Daubigny – Łodzie na Oise (1865)
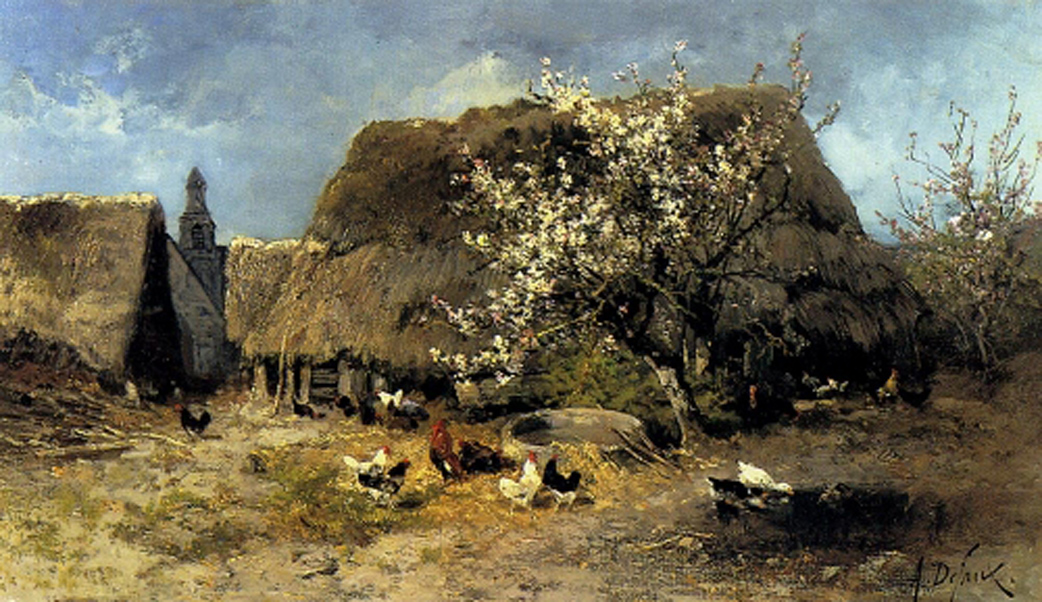
Alexandre Defaux – Wiejski pejzaż
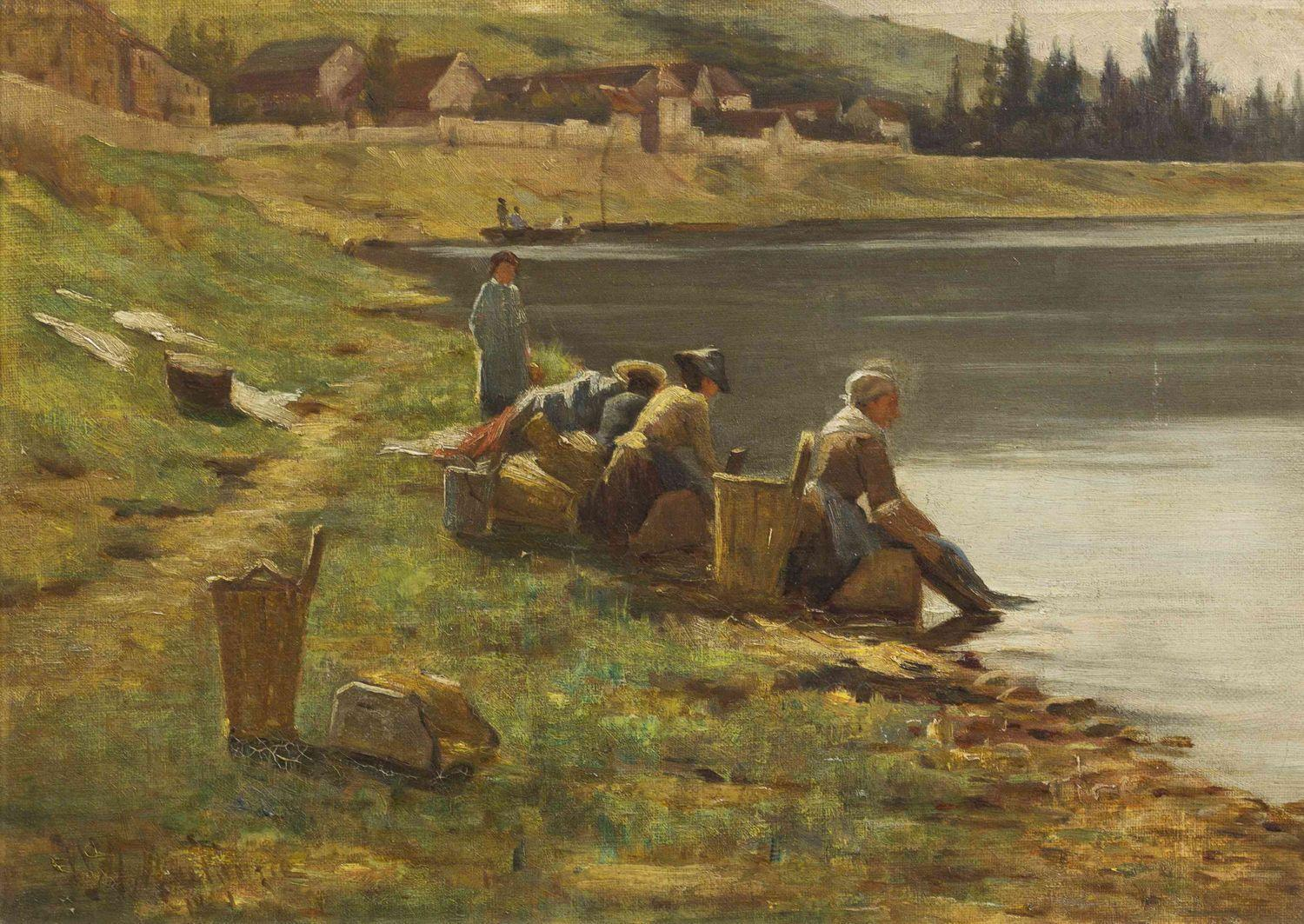
Henri Harpignies – Dzień prania
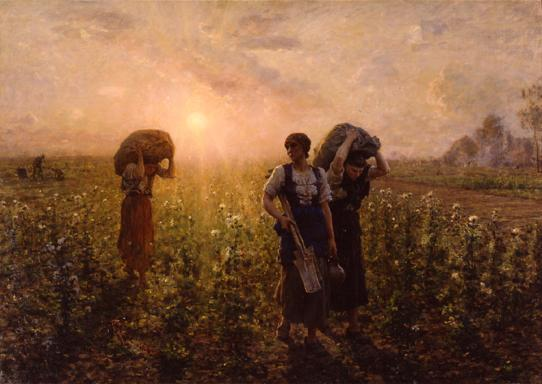
Jules Breton – Koniec pracy (1887)

## Wykaz innych ważniejszych artystów
| - Auguste Anastasi - Adolphe Appian - Antoine-Louis Barye - Jean Birotte - Henri Biva - Jules Breton - Louis Cabat - Ferdinand Chaigneau - Albert Charpin - Antoine Chintreuil | - Jean Désiré Gustave Courbet - Pierre Emmanuel Damoye - Alexandre-Gabriel Decamps - Alexandre Defaux (DeFaux) - Hippolyte Camille Delpy - Charles Deshayes - Jules Dupré - Camille Flers - François-Louis Français - Antoine Guillemet | - Henri Harpignies - Paul Huet - Louis Aimé Japy - Gabriel-Hippolyte Lebas - Émile van Marcke - Charles Olivier de Penne - Paul-Emmanuel Péraire - Pierre Thuillier - Jules Jacques Veyrassat - Félix Ziem |